# أليكس وايت
أليكس وايت (بالإنجليزية: Alex Hyde-White)‏ (و. 1959 – م) هو ممثل، وكاتب سيناريو، وممثل أفلام، من المملكة المتحدة، ولد في لندن.

## وصلات خارجية
- أليكس وايت على موقع IMDb (الإنجليزية)
- أليكس وايت على موقع ألو سيني (الفرنسية)
- أليكس وايت على موقع أول موفي (الإنجليزية)
- أليكس وايت على موقع قاعدة بيانات الأفلام السويدية (السويدية)
- أليكس وايت على موقع قاعدة بيانات الفيلم (الإنجليزية)
- أليكس وايت على موقع كينوبويسك (الروسية)